# Mii (ショーダンサー)
Mii（1988年7月14日 - ）は、日本のショーダンサー、歌手、タレント。

## 人物
青森県に生まれ、歌が好きで、小学生の頃、新聞で見つけたアクターズスクール仙台校に応募して合格。親には内緒だったが、最終的には了解してくれて、中学1年生から高校3年生まで通って、ダンスとボーカルの基礎を学んだ。
卒業後は仙台各地のイベントに多数出演。2007年からは東北楽天ゴールデンイーグルスのスタジアムキャストダンサーとして活動。ローカル番組やCM、ラジオに出演し、インディーズCDデビューするなどした。
女の子に憧れられるアーティストになりたいという夢を叶えるため、2009年に活動の拠点を東京に移したが、なかなか芽が出ず、歌手になる夢をあきらめかけた。
その頃、友人に誘われてバーレスク東京（現：ROKUSAN ANGEL）の前身の店舗に入店し、2011年のバーレスク東京オープニングメンバーとなった。
その後は、ダンサー、主にボーカルを担当し、振り付けにも参加するなど、総リーダーとして活動。
2024年5月17日にプレオープン、5月30日にグランドオープンしたchurasan6沖縄（バーレスク美ら沖縄店）のプレイングマネージャーとして代表に就任し、13年に及ぶショーガール人生の経験を活かし、今後は運営とマネージメント中心に携わることになった。
歌手としても、ソロでメジャーデビューしている。その他、バーレスク東京のダンサーから選抜されたユニット「A-Queen from バーレスク東京」、「Revogene」のメンバーでもある。
趣味：映画鑑賞、shopping、美容、旅行、サウナ。特技：歌。好きなもの：「美少女戦士セーラームーン」、BIGBANG。
サウナ好きが高じて、熱波師検定Bの資格を取得している。

## 略歴
※バーレスク東京の公式プロフィールより
- 2000年：アクターズスクール仙台校にて、ボーカル&ダンスレッスンを始める。
- 2006年：アクターズスクール仙台校卒業後は仙台各地イベントに多数出演。
- 2007年：東北楽天イーグルスのスタジアムキャストダンサーとして活動。アシスタントとして出演していたローカル番組からCMやラジオに出演し、アイドルグループ・ガシアのメンバーとして仙台花火大会のテーマソングでインディーズCDデビュー。
- 2009年：活動の拠点を東京に移す。フィットワンに所属しながらavexアカデミー特待としてレッスンを受ける。
- 2011年：バーレスクシアター六本木のオープンメンバーとして入店。ダンサー、主にボーカルとして活動。振り付けにも参加している。
- 2012年：a-nationに出演。
- 2016年：12月FNS歌謡祭でJUJU×バーレスク東京で出演。
- 2016年：サマーソニック出演。A-queenのメンバーとして、『ミラクルナイト』でCDデビュー。
- 2018年：ソロでavexから『Pinky Swear』でメジャーデビュー。
- 2019年：「Revogene」（レボジェネ）のメンバーとして、avexからメジャーデビュー。
- 2024年：バーレスク美ら沖縄店の代表に就任。

## 出演

### テレビ
- 2016 FNS歌謡祭 第一夜（2016年12月7日、フジテレビ系）

### ラジオ
- ショーガールズRevogeneのぶっちゃけはっちゃけラジオ（2019年10月11日 - 、渋谷クロスFM）

### WEB配信・ＭＶ・動画（一部）
- 好きなことで、生きていく -Mii- /バーレスク東京[8]（2015年10月17日、バーレスク東京チャンネル）
- 湘南乃風「バブル」MV[9]（2015年3月4日、Youtube）※バーレスク東京のダンサー多数出演（出演と振付担当）
- A-Queen from バーレスク東京「ミラクルナイト」MV[10]（2015年4月17日、Youtube）
- Mii 「This Is Me ～日本語カバーver～」MV[11]（2018年6月2日、Youtube）
- Revogene「無問題 (モウマンタイ)」MV[12]（2019年8月2日、Youtube）
- Revogene「マルニーマルニー」MV[13]（2020年2月22日、Youtube）
- ZOOBO - KEITORA SUMMER feat.Mii from Burlesque Tokyo[14]（2021年8月14日、Youtube）※フィーチャリング参加
- 【密着】六本木ショーガール沖縄への挑戦 #ショークラブ[15]（2024年7月11日、Youtube、らみぱんチャンネル【Ramipan】）
- 【密着】六本木ショーガール沖縄への挑戦~vol.2 #ショークラブ[16]（2024年7月20日、Youtube、らみぱんチャンネル【Ramipan】）
- 【最終話】六本木ショーガール沖縄への挑戦 #ショークラブ[17]（2024年7月28日、Youtube、らみぱんチャンネル【Ramipan】）

### ライブ・イベント（一部）
- GIRL'S FESTA（2013年9月23日、渋谷axxcis）※ショーモデルとして出演
- A-Queen from バーレスク東京「ミラクルナイト」発売お披露目会（2015年6月16日、バーレスク東京）[18]
- MOSHI MOSHI NIPPON FESTIVAL 2015 in TOKYO【MOSHI COOL】（2015年11月8日、MOSHI MOSHI STAGE at 東京体育館）※A-Queen from バーレスク東京として出演
- Burlesque Tokyo Collection × ageHa～Tokyo Tip Night～（2015年12月11日、ageHa）
- サマーソニック2016（2016年8月20日、幕張メッセエリア・マリンエリア）
- PREMIUM BURLESQUE SUPER LAS VEGAS（2016年9月18日、舞浜アンフィシアター）[19]※”A-Queen from バーレスク東京”初の単独ライブ
- サマーソニック2017（2017年8月19日・20日、幕張メッセエリア・マリンエリア）※A-Queen from バーレスク東京として出演
- サマーソニック2018（2018年8月18日・19日、幕張メッセエリア・マリンエリア）
- ぶっちゃけはっちゃけLIVE[20]（2019年9月13日、六本木）※「Revogene」1stミニアルバム発売記念イベント
- ぶっちゃけはっちゃけLIVE2020（2020年2月22日、party on (東京都)）※「Revogene」初の主催ライブ
- アニレヴ2021 in チームスマイル 豊洲PIT（2021年11月23日、チームスマイル 豊洲PIT）※「Revogene」として出演
- BURLESQUE TOKYO×THE PINK DANCERSSPECIAL EVENT（2022年7月29日・10月14日、THE超PINK (大阪府)）
- BURLESQUE TOKYO×THE PINK DANCERSSPECIAL EVENT（2023年2月3日、THE超PINK (大阪府)）
- 路上プロレス in バーレスク東京～KO-Dタッグ路上決戦！しゅんまおvsチーム煩悩大社長！～[21]（2023年2月23日、バーレスク東京）
- BURLESQUE TOKYO×THE PINK DANCERSSPECIAL EVENT（2023年6月23日、THE超PINK (大阪府)）
- ecxia3周年イベント×第4回インフルエンサー万博（2023年7月22日、東京ビッグサイト 南展示棟2）
- Sarfes ～BURLESQUE TOKYOと行く千葉日帰りサウナフェスバスツアー～（2023年9月10日、TOKYO CLASSIC CAMP）

### Web記事
- ageha×バーレスク東京が遂に、「日本最大級のエンターテイメントショー」を開催！セクシー美女ダンサー総勢50名＆豪華な出演者とともに、約3000人のオーディエンスが熱狂!!今年最大の忘年会となった(2015年12月29日、PR TIMES)[22]
- 噂のセクシーダンス＆ボーカルショー集団”バーレスク東京”のA-Queen達を直撃。あの舞浜アンフィシアターでショーを開催（2016年9月16日、SPICE）[23]
- バーレスク東京でダンサーMii＆ichigoの私物コスメを全部見せてもらった　崩れ知らずの“ミルフィーユ技”も伝授（2017年11月17日、モデルプレス）[24]
- 『バーレスク東京』の舞台からソロデビュー！　Mii×RYOTAが語る、新しい夢の叶え方（2018年7月14日、リアルサウンド）[25]
- バーレスク東京・トップダンサーMii　SPECIALインタビュー♥（2019年1月19日、メゾンドボーテ）[26]
- 【バーレスクダンサー】オープン当初から働くリーダー・Mii 節目の年齢を向かえよぎった「迷い」と「希望」（2019年1月28日、ORICON NEWS）[27]
- バーレスク東京のトップ・Miiが アーティストとしてデビュー！その次なるステージの裏側とは？（2020年6月3日、メゾンドボーテ）[28]
- バーレスク東京「Mii」さん10周年イベントはもうすぐ！六本木を盛り上げよう（2021年04月13日、キャバナビ）[29]
- 「ここは大人のディズニーランド」楽天イーグルスのダンサーからバーレスク東京へ…リーダーMiiが明かす“ショークラブの覚悟”《特別グラビア》（2022年7月28日、NumberWeb）[3]

## 作品

### ディスコグラフィー

#### ソロ活動
- Pinky Swear（2018年7月14日リリース、avex trax）※ソロデビュー、作詞
- ZOOBO - KEITORA SUMMER feat.Mii from Burlesque Tokyo[14]（2021年8月14日リリース、デジタルコンテンツ）※フィーチャリング参加

#### A-Queen from バーレスク東京
- ミラクルナイト（2015年6月17日リリース、バーレスク東京レコード）
- REMIUM BURLESQUE SUPER LAS VEGAS（2016年09月7日リリース、Future RECORDS）
- TOKYO 2020（2018年7月14日リリース、DREAMUSIC）

#### Revogene
- 「無問題 (モウマンタイ)」（2019年8月2日リリース、avex）※各ダウンロード＆サブスクリプションサービスにて配信
- 1st MINI ALBUM「Revogene」（2019年8月23日リリース、avex）

#### バーレスク東京サウナ部
- 「バーリュウのうた」（2023年9月14日リリース、JENERGY MUSIC LABEL）※各ダウンロード＆サブスクリプションサービスにて配信